# Frankie Sanders
Pour les articles homonymes, voir Sanders.
Frankie J. Sanders, Frankie Sanders, né le 23 janvier 1957 à Dayton, est un joueur de basket-ball américain.

## Palmarès
- Champion de Continental Basketball Association (CBA) en 1985.